# Alina Stremous
Alina Stremous (Kotelnikovo, Rusia, 11 de julio de 1995) es una deportista moldava que compite en biatlón. Ganó tres medallas en el Campeonato Europeo de Biatlón, en los años 2022 y 2024.

## Palmarés internacional
| Campeonato Europeo | Campeonato Europeo   | Campeonato Europeo | Campeonato Europeo |
| Año                | Lugar                | Medalla            | Prueba             |
| ------------------ | -------------------- | ------------------ | ------------------ |
| 2022               | Arber (Alemania)     | Medalla de oro     | Persecución        |
| 2022               | Arber (Alemania)     | Medalla de plata   | Individual         |
| 2024               | Osrblie (Eslovaquia) | Medalla de plata   | Individual         |